# Johnny Brown
John «Johnny» Brown (San Petersburgo, Florida; 11 de junio de 1937-Los Ángeles, California, 2 de marzo de 2022) fue un actor y cantante estadounidense. Se hizo famoso por su papel como Nathan Bookman en la comedia de situación de la CBS de la década de 1970 Good Times interpretándolo hasta que la serie fue cancelada en 1979.

## Carrera

### Actuación
Promotor de clubes nocturnos e intérprete, su mejor papel temprano fue como miembro regular del elenco de la serie de televisión Rowan & Martin's Laugh-In. Es recordado principalmente por su físico corpulento, su sonrisa, sus expresiones faciales móviles y su estilo de broma fácil y agradable.
Apareció en The Flip Wilson Show, The Jeffersons, Family Matters, Sister, Sister, The Jamie Foxx Show, The Wayans Bros. y Martin. Brown apareció en la película de 1970 The Out-of-Towners como camarero. Brown fue a la escuela con Walter Dean Myers cuando vivía en Harlem en su niñez.
En la década de 1970 protagonizó un comercial de televisión para el bolígrafo Write Brothers, un producto de corta duración de la compañía de bolígrafos Paper Mate. El comercial consistió en un número musical elaborado, "Write On, Brothers, Write On", dirigido por Brown como maestro de escuela que alienta a su coro de estudiantes a usar este bolígrafo para sus tareas escolares.
En 1997, contribuyó con su voz a la introducción del álbum recopilatorio Comedy Stew: The Best of Redd Foxx. En la introducción, Brown cuenta cómo Norman Lear había considerado a Brown para interpretar el papel de Lamont en Sanford and Son, pero no estaba disponible para hacerlo debido a su compromiso previo con Laugh-In, lo que llevó a Lear a darle el papel a Demond Wilson.

### Canto

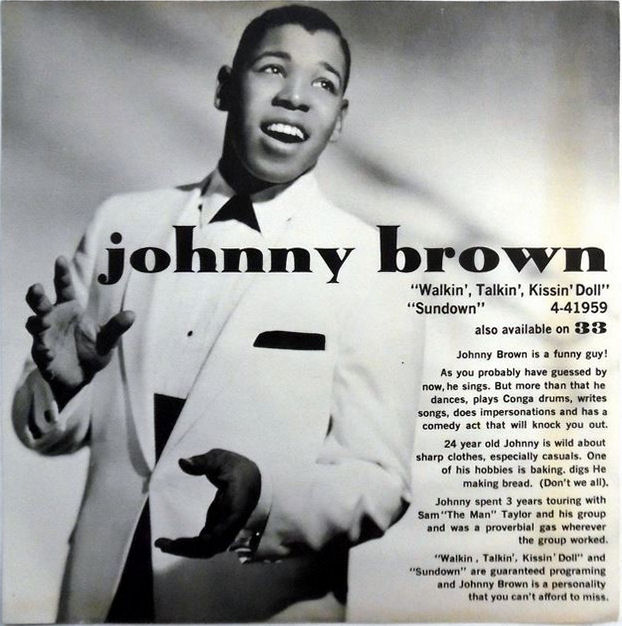
Inserto de registro promocional de Columbia Records, 1961.

Comenzó a grabar como cantante en 1961, después de haber estado de gira con Sam "The Man" Taylor desde 1958. Su primer lanzamiento fue en Columbia Records, "Walkin', Talkin', Kissin' Doll" b/w "Sundown", en febrero de 1961. Tenía solo 23 años en ese momento. El comunicado promocional estuvo acompañado de un inserto especial que describía sus antecedentes. Su siguiente disco fue grabado a principios de 1968 en Atlantic Records, "Estás demasiado enamorado de ti mismo" b / w "Don't Dilly Dally, Dolly", este último mostrando sus habilidades de impresión como Louis Armstrong. Ese lanzamiento había estado disponible inicialmente en Crest Records.

### Fallecimiento
Falleció el 2 de marzo de 2022 a los 84 años de edad.

## Filmografía

### Cine
| Año  | Título                       | Director          | Papel                        | Nota         |
| ---- | ---------------------------- | ----------------- | ---------------------------- | ------------ |
| 1966 | A Man Called Adam            | Leo Penn          | Blind Les                    | [ 6 ]        |
| 1970 | The Out of Towners           | Arthur Hiller     | Camarero                     | [ 7 ]        |
| 1978 | The Wiz                      | Sidney Lumet      |                              |              |
| 1981 | Body and Soul                | George Bowers     | Locutor deportivo #2         |              |
| 1982 | Hanky Panky                  | Sidney Poitier    | Chofer de autobús            |              |
| 1999 | Life                         | Ted Demme         | Reverendo Clay               |              |
| 2001 | Town & Country               | Peter Chelsom     | Chofer                       |              |
| 2004 | The Old Negro Space Program  | Andy Bobrow       | Wallace «Suitcase» Jefferson | Cortometraje |
| 2007 | I'm Through with White Girls | Jennifer Sharp    | Sam Moore                    | [ 8 ]        |
| 2008 | Man in the Mirror            | Frank Weston      | Wallace Jones                |              |
| 2012 | In Da Cut the Movie          | Lamont A. Coleman | Abuelo                       |              |
| 2013 | In Da Cut                    | Lamont A. Coleman | Abuelo                       |              |

### Televisión
| Año       | Título                                | Papel                             | Nota                |
| --------- | ------------------------------------- | --------------------------------- | ------------------- |
| 1969      | Julia                                 | Eubie                             | 1 episodio          |
| 1970-1971 | Love, American Style                  | Ver listaGordon Omar              | 2 episodios         |
| 1970-1972 | Laugh-In                              | Ver listaEd Sullivan Oliver Hardy | 51 episodios        |
| 1973      | Night Gallery                         | Hombre con estaca                 | 1 episodio          |
| 1973      | Maude                                 | Vendedor                          | 1 episodio          |
| 1973      | The Rookies                           | Oso abrazador                     | 1 episodio          |
| 1974      | Lotsa Luck!                           | Ronnie                            | 1 episodio          |
| 1975      | The Fireman's Ball                    | Roscoe                            | Película de TV      |
| 1975      | Get Christie Love!                    | Experto en laboratorio            | 1 episodio          |
| 1975      | The Ghost Busters                     | Hombre gordo                      | 1 episodio          |
| 1975      | The Lost Saucer                       | Ciudadano líder                   | 1 episodio          |
| 1975-1979 | Good Times                            | Nathan Bookman                    | Serie; 58 episodios |
| 1976      | Chico and the Man                     | Gran Bernie                       | 1 episodio          |
| 1976      | Monster Squad                         | Dandy Andy                        | 1 episodio          |
| 1979      | Rickety Rocket                        | Splashdown                        | Serie               |
| 1979-1980 | The Plastic Man Comedy/Adventure Show |                                   | 16 episodios        |
| 1982      | Gimme a Break!                        | Reverendo Digby                   | 1 episodio          |
| 1982      | Archie Bunker's Place                 | Sr. Johnson                       | 1 episodio          |
| 1982      | The Jeffersons                        | Johnny Moore                      | Serie; 1 episodio   |
| 1982      | Insight                               | Bert Johnson                      | 1 episodio          |
| 1983      | Fantasy Island                        | Dedos                             | 1 episodio          |
| 1983      | Alvin & the Chipmunks                 |                                   | 13 episodios        |
| 1987      | Punky Brewster                        | Chuck                             | 1 episodio          |
| 1988      | Moonlighting                          | Sam, el pianista                  | 1 episodio          |
| 1989      | 227                                   | Conductor de taxi                 | 1 episodio          |
| 1993      | Out All Night                         | Hombre de la reunión              | 1 episodio          |
| 1994      | Martin                                | Chubby                            | 1 episodio          |
| 1995      | Family Matters                        | Pastor Fuller                     | Serie; 1 episodio   |
| 1995      | On Our Own                            | Sr. Terwilliger                   | 1 episodio          |
| 1995      | Hangin' with Mr. Cooper               | Sr. Martz                         | 1 episodio          |
| 1995      | Sister, Sister                        | Smitty                            | Serie; 2 episodios  |
| 1996      | The Jamie Foxx Show                   | Sr. Hartnabrig                    | Serie; 1 episodio   |
| 1996-1997 | The Wayans Bros.                      | Ver listaBookman Maurice          | 2 episodios         |
| 1998      | Touched by an Angel                   | Johnny Brown                      | 1 episodio          |
| 1999      | Cousin Skeeter                        | Reverendo Daniels                 | 1 episodio          |
| 1999      | Jackie's Back!                        | Reverendo Eustace Barnett         | Película de TV      |
| 1999      | The Parent 'Hood                      | Sr. Jordan                        | 2 episodios         |
| 1999      | Kenan & Kel                           | Tío Louie                         | Serie; 2 episodios  |
| 1999      | Linc's                                |                                   | 1 episodio          |
| 2003      | The Parkers                           | Hombre                            | 1 episodio          |
| 2003      | Baby Bob                              | Eddie                             | 1 episodio          |
| 2008      | Everybody Hates Chris                 | Predicador                        | 1 episodio          |

## Banda sonora
| Año       | Título                    | Interpretación | Nota           |
| --------- | ------------------------- | --- | -------------- |
| 1966      | The Sammy Davis, Jr. Show | Ver lista«It's a Grand Night for Singing» «I Ain't Got Nobody» | Programa de TV |
| 1976-1978 | Good Times                | Ver lista«Misty» «On a Clear Day You Can See Forever» «All of Me» «Diamonds Are a Girl's Best Friend» «Hello, Dolly!» «I Left My Heart in San Francisco» «Sweet Lorraine» «Day-O» «Love Theme from The Godfather» | Serie de TV    |